# Otis Rush
Otis Rush (ur. 29 kwietnia 1934 w Filadelfii, zm. 29 września 2018 w Chicago) – amerykański muzyk bluesowy, wokalista i gitarzysta. Jako jeden z niewielu leworęcznych gitarzystów grał na „zwyczajnej” gitarze odwróconej do góry nogami. Do inspiracji jego stylem przyznawali się: Jimi Hendrix, Eric Clapton, Mike Bloomfield, Peter Green i Stevie Ray Vaughan.

## Kariera
Otis Rush zaczął grę na gitarze, mając 8 lat. W 1949 roku przeniósł się do Chicago, gdzie swoją karierę rozwijał właśnie jego idol, Muddy Waters. 4 lata później Rush zagrał swój pierwszy solowy koncert jako Little Otis. W 1955 Willie Dixon zapewnił mu kontrakt z Cobra Records, gdzie Rush nagrał hit „I Can't Quit You, Baby”, wykonywany później między innymi przez Led Zeppelin. Kiedy wytwórnia upadła w 1958, przeniósł się do Chess Records, nagrywając „So Many Roads, So Many Trains”.
Rush od tamtej pory nagrywał sporadycznie dla różnych firm fonograficznych, od Blue Horizon do Blind Pig Records. W 2004 roku przeszedł udar mózgu, który przerwał jego karierę.

## Dyskografia
- Mourning in the Morning (1969)
- Screamin' and Cryin' (1974)
- Cold Day in Hell (1975)
- So Many Roads (1976)
- Right Place, Wrong Time (1976)
- Troubles Troubles (1978)
- Tops (1989)
- Blues Interaction – Live in Japan 1986 (1989)
- Live in Europe (1993)
- Ain't Enough Comin' In (1994)
- Any Place I'm Going (1998)
- Live and from San Francisco (2006)